# Fabio Felline
Fabio Felline (Torí, 29 de març de 1990) és un ciclista italià, professional des del 2010 fins al 2024, quan passà a córrer a l'equip Footon-Servetto. El seu darrer equip fou el Lidl-Trek.
En la seva primera temporada com a professional obtingué la victòria al Circuit de Lorena, per davant de Pierre Rolland i Matteo Carrara, i dues etapes que guanyà a l'esprint. Després de la dissolució del Geox-TMC, el 2012 fitxà per l'Androni Giocattoli-Venezuela, alhora que guanyava el Giro dels Apenins. Posteriorment destaquen una etapa a la Volta al País Basc de 2015, una al Tour de Romandia de 2017 i la classificació general al Trofeu Laigueglia de 2017.

## Palmarès
- 2006
  -  Campió d'Itàlia en contrarellotge individual novicis
- 2008
  - 1r als Tres dies d'Orobica i vencedor d'una etapa
- 2009
  - Vencedor d'una etapa del Giro delle Valli Cuneesi nelle Alpi del Mare
- 2010
  - 1r al Circuit de Lorena i vencedor de 2 etapes
- 2011
  - Vencedor d'una etapa del Brixia Tour
- 2012
  - 1r al Giro dels Apenins
  - 1r al Memorial Marco Pantani
- 2013
  - Vencedor d'una etapa de la Setmana Internacional Coppi i Bartali
  - Vencedor d'una etapa de la Volta a Eslovènia
- 2015
  - 1r al Gran Premi de Fourmies
  - Vencedor d'una etapa a la Volta al País Basc
  - Vencedor d'una etapa al Critèrium Internacional
- 2017
  - 1r al Trofeu Laigueglia
  - Vencedor d'una etapa al Tour de Romandia
- 2020
  - 1r al Memorial Marco Pantani

### Resultats al Tour de França
- 2010. Abandona (9a etapa)
- 2017. Abandona (14a etapa)
- 2019. 65è de la classificació general
- 2022. Abandona (17a etapa)

### Resultats al Giro d'Itàlia
- 2012. 50è de la classificació general
- 2013. 43è de la classificació general
- 2014. 96è de la classificació general
- 2015. 32è de la classificació general
- 2020. 25è de la classificació general
- 2021. No surt (20a etapa)
- 2022. 41è de la classificació general

### Resultats a la Volta a Espanya
- 2014. 105è de la classificació general
- 2016. 25è de la classificació general.  1r de la classificació per punts
- 2018. 61è de la classificació general
- 2023. 76è de la classificació general